# Astragalus longistylus
Astragalus longistylus är en ärtväxtart som beskrevs av Aleksandr Andrejevitj Bunge. Astragalus longistylus ingår i släktet vedlar, och familjen ärtväxter. Inga underarter finns listade i Catalogue of Life.